# Rotačka

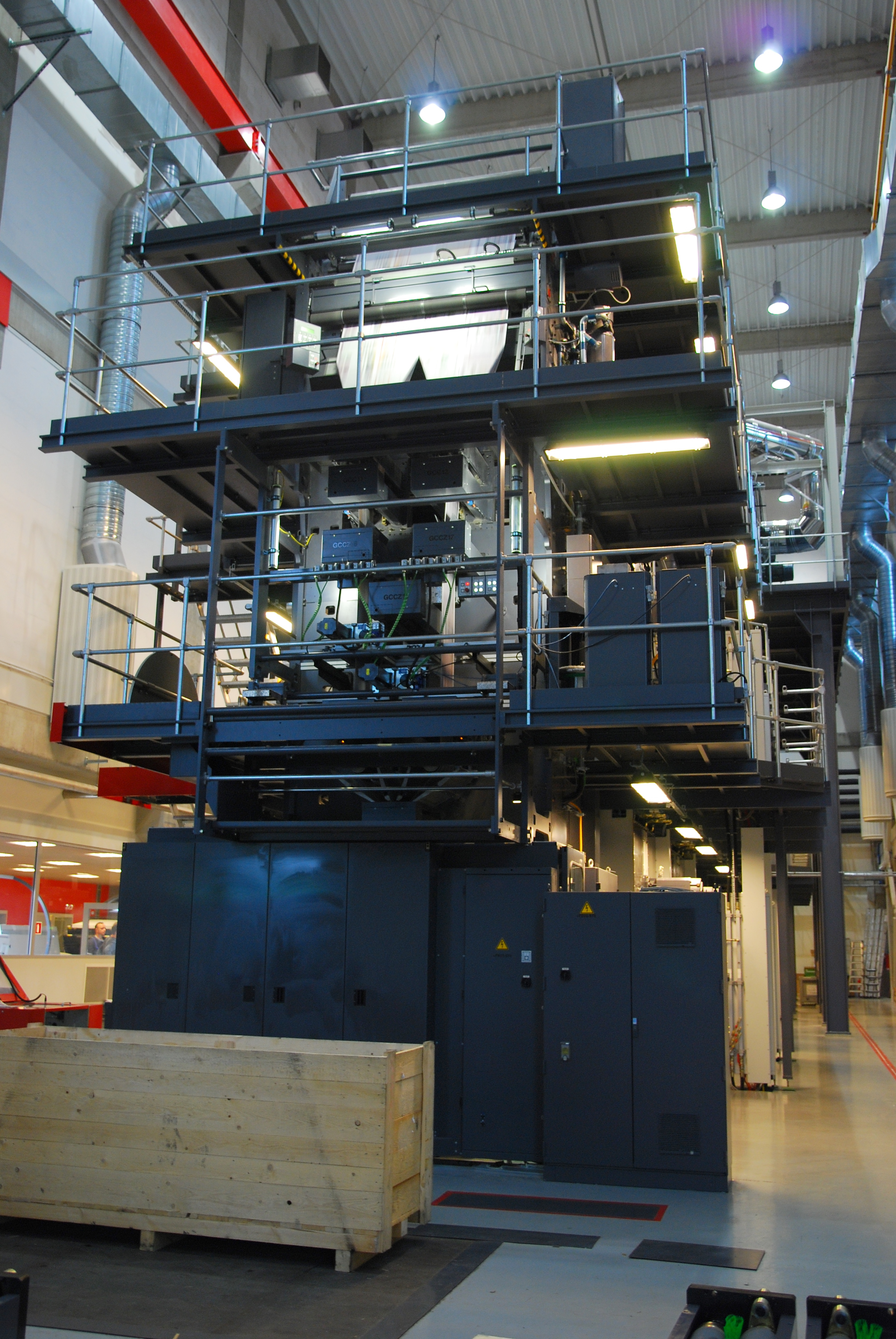
Moderní rotační kotoučový ofsetový stroj na tisk novin

Kotoučový stroj, amatérsky řečeno rotačka, je typ tiskového stroje, u něhož je potiskovaný materiál odvíjen z role a skrze stroj je protahován jako pás papíru. Slovo rotačka je technologie jakéhokoliv rotačního tisku, který má formu i tlakové médium ve formě válce. Kotoučový stroj je již specifikovaná technologie rotačního tisku, kdy je potiskovaný materiál odvíjen z role.
Dále již kotoučový ofsetový stroj.
Papír navinutý na roli je levnější než řezaný na archy papíru a proto jsou náklady za papír na tisk nižší.
Tato tisková technologie využívá rotačních formových i tlakových válců proti sobě, díky tomu umožňuje i tisk na obě strany zároveň. Kotoučový ofsetový stroj se uplatňuje především při tisku vysokých nákladů a tisku vysokou rychlostí (až 50 000 ks/h). Těmito stroji se nejčastěji tisknou periodika (noviny, časopisy) kvůli jejich vysokému nákladu a podmínkám pro časové nároky na expedici. Často se používají jako obalovou tisková technika a na tisk merkantilních tiskovin.
Nevýhoda je při tisku vysoký podíl makulatury. Výsledkem tisku jsou knihařské složky na knihaření nebo sešité složky do vazby V1, protože stroj obsahuje skládací a dokončovací aparát.
Kotoučový ofset se dělí do tří skupin podle typu produkce na časopisecké (heatset), novinové (coldset) a formulářové a speciální.

## Vznik a vývoj
První rotační stroje vznikly v 19. století a rozšířily se hlavně v USA pro tisk novin, kdy jako první zkonstruoval v roce 1845 tiskový rotační stroj Američan Robert Hoe, ale teprve Marinoni použil nekonečný pás papíru, na který se dalo tisknout oboustranně.
Klasická ("horká") sazba pro tisk z výšky se otiskla a odlila do zakřivených segmentů, které se montovaly na tiskový válec.
Od poloviny 20. století se u rotačních kotoučových strojů stále víc prosazoval ofsetový tisk (z plochy), při němž se na hladké desce vytvoří hydrofilní (smáčené vodou a netisknoucí) a hydrofobní (mastné a tisknoucí) plošky, které rozdílně přijímají barvu a podle toho pak také tisknou. Ofsetová sazba se snáze vytváří, zejména při použití počítačů, nepracuje s olovem a snadno umožňuje vícebarevný tisk. Protože se obraz přenáší nepřímo, prostřednictvím přenosového válce, není sazba zrcadlově obrácená. V poslední době se vyvíjejí i jiné principy rotačního tisku, například tzv. bezvodý ofset, kdy není nutné mít ve stroji vlhčící zařízení a separace barvy na tiskových a netiskových prvků dochází odlišnými vlastnosti silikonu a materiálu tiskových prvků.

## Princip tiskové technologie ofset
Ofset funguje na základě odlišných fyzikálně-chemických vlastností tisknoucích a netisknoucích prvků, odpudivost vody a mastnoty. Tisková deska se skládá z ploché desky, proto tisk z plochy, tisknoucích prvků (fotocitlivá vrstva) a netisknoucí prvky (eloxovaný hliník). Tiskový prvek je oleofilní a zároveň je hydrofóbní, ale pouze s použitím vlhčícího roztoku, kdy netisknoucí prvek je hydrofilní a zároveň oleofóbní, pokud nejde o bezvodý ofset.
Barva není mísitelná ve vlhčícím roztoku, tvoří tedy vzájemně emulzi, za normálních podmínkách. Vlhčící roztok je polární látka, která má vysokou smáčenlivost, tedy nízké povrchové napětí.
Záměrem je, aby smáčecí úhel vlhčícího roztoku byl co nejmenší. Čím nižší povrchové napětí, tím je roztok rovnoměrněji navlhčen a tím je kvalitnější výsledný obraz.
Vlhčící zařízení nanese tenký film vlhčícího roztoku na netisknoucí místa a poté navalovací válce nanesou tenký film barvy na tisknoucí místa. Vzniklý obraz na formě se přenese na přenosový válec (gumový povrch) a z něj na potiskovaný materiál. Při vysoké rychlosti jsou první dva kroky spojovány a vlhčící roztok je emulgován do tiskové barvy. Po nanesení filmu na formu dochází k selekci kapalin dle povrchu tisknoucích a netisknoucích prvků.

## Ofsetový kotoučový stroj

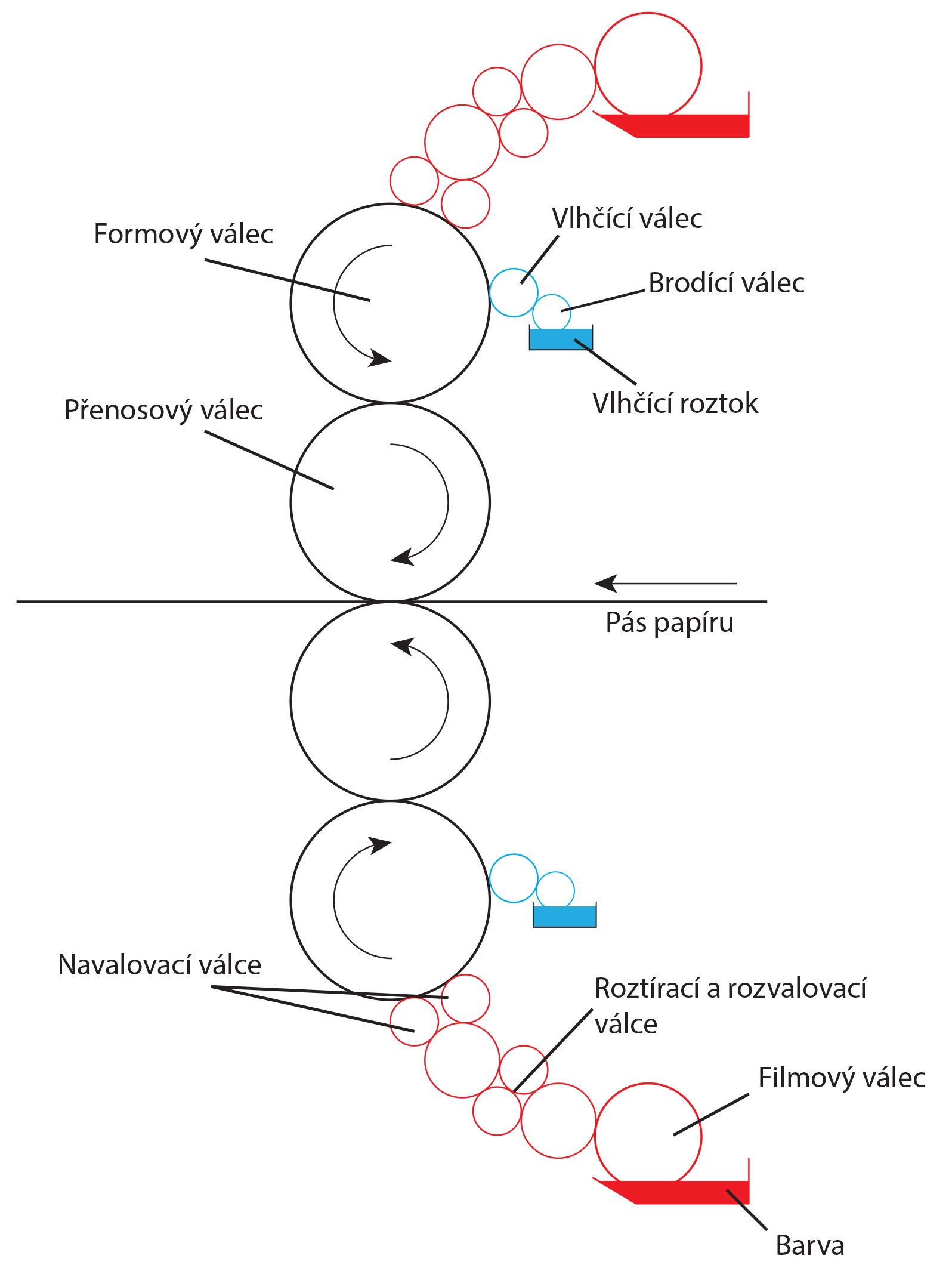
Princip kotoučového ofsetového tisku.

Kotoučový ofsetový stroj je rozměrově dosti veliký tiskový stroj s automatickým odvíjením papíru. Název kotoučový stroj je odvozen právě od kotouče papíru, kdy je papír odvíjen z role.
Většinou se skládá z jedné či více tiskových věží, které jsou vzájemně propojeny do jednoho celku. Každá tisková věž je schopna vyrobit přesně daný počet stran (např. 16), počet tiskových věží v kotoučovém stroji tedy určuje celkový počet stran produktu (novin). Kotoučové stroje se dnes většinou používají pro tisk novin, časopisů a jiných vysoko nákladových tiskovin. Používaný papír je většinou papír gramáže 45 g/m², dodávaných v rolích. Tiskovina vyrobená na rotačním stroji mívá na spodní části strany malé vpichy, způsobené speciálními kovovými jehlami (tzv. punkturami), které slouží pro podávání či držení novin při průchodu již zkompletovaného výtisku v poslední části rotačního stroje, tzv. skládacím aparátu, kde probíhá složení a oříznutí produktu na koncový formát.
Právě tento skládací aparát je typický pro novinové rotační stroje.
Válce rotačky se otáčejí rychlostí více než 10 otáček za sekundu, což odpovídá rychlosti tisku kolem 40.000 výtisků za hodinu. V dnešní době se jako tisková technika převážně používá offset, a to i při tisku novin.
Novinový tiskový stroj se skládá z těchto částí: odvíječ papíru, tisková věž - tisková jednotka, dráha papíru, skládací zařízení a velín.

### Odvíječ papíru
Umožňuje odvíjení pásu papíru z role a udržuje ho ve stálém napnutí. Odvíječ umožňuje výměnu kotouče ve stroji. Kotoučové stroje mohou mít více odvíječů. Tak je možné tisknout několik archů najednou a v dokončovacím aparátu zknihařit dohromady. Tím se zvyšuje produktivita stroje, protože se tiskne na více pásů papíru současně.

#### 1.    Odvíjecí jednotka STOP
V této jednotce se provádí výměna kotouče papíru v klidu. Pro výměnu kotouče je nutné celý stroj úplně zastavit. To znamená uvést stroj do klidu, kdy není produkční. Po výměně kotouče se opět musí stroj postupně rozjet až do vyčerpání role papíru. Kvůli novému rozjezdu přibývá makulatura. Většinou se používá na tisk samolepicích fólií.

#### 2.    Odvíjecí jednotka pro přelepení v klidu
Tato odvíjecí jednotka obsahuje také pouze rameno pro jeden kotouč, ale za odvíječem se nachází jednotka zásoby papíru, tj. amorfní jednotka. Odvíječ se zastaví, provede přelepení papíru na novou roli a znovu spustí. Po dobu výměny kotouče se papír čerpá ze zásobárny papíru. To umožní tisk v plné rychlosti i při výměně kotouče.

#### 3.    Odvíječ NONSTOP „letmý přelep“
V této jednotce se nacházejí dva nebo tři kotouče při chodu stroje. Otočné rameno ke konci kotouče přibližuje kotouč nový s oboustrannou lepicí páskou. Rameno papír přitiskne k pásu papíru a v tu chvíli starou roli odsekne rotační nůž. Tento způsob umožňuje tisk za plného chodu stroje, bez zdržení a mít role ve stroji v zásobě.

### Vtahovací jednotka
Je to soustava válců jak poháněných tak přítlačných a s pružným povrchem. Vtahovací jednotka může být součástí odvíječe, ale většinou bývá až za ním jako samostatná část. Má za úkol vtahovat do stroje pás papíru a udržovat ho ve správném napnutí a synchronizovat jeho rychlost se strojem. Dále pomáhá tlumit rušivé změny v napnutí pásu (např. vlnění) a stabilizuje polohu pásu. Pás napíná jak příčně tak podélně a to na hranici přetržení. Vtahovací jednotka musí být pro každý pás samostatná.
Součást této jednotky je tzv. tanečník. Je to válec s pružným upevněním do vertikálního pohybu. Slouží pro odstranění rušivých vlivů a napíná pás papíru.

### Tisková věž - Tisková jednotka
U kotoučového tisku mohou být tiskové jednotky postaveny jak horizontálně (za sebou), tak vertikálně (nad sebou). Jsou podobné jako u archového tisku s malými odlišnostmi. U kotoučového tisku se používají čtyřválcové tiskové jednotky guma/guma, pětiválcové (jsou nejvariabilnější), šestiválcové (ypsilonka), satelitní neboli devítiválcová.
U časopiseckého stroje (horizontální uspořádání) jsou tiskové jednotky stálé, neměnné.
Nejčastější tisková jednotka se skládá ze dvou formových válců, dvou přenosových válců, které slouží i jako protitlakové válce. U formových válců je barevníková soustava válců a vlhčící zařízení. Díky protilehlému rozložení válců jedna tisková jednotka tiskne v barvě 1/1, tedy obě strany současně potiskne jednou barvou.

### Barevník
Kvůli vyšším rychlostem tisku je řešen jiným způsobem než u archového tisku. Kvůli vysoké rychlosti se na rozdíl od archových se u barevníků pro kotoučový tisk neobjevuje lízač. Většinou se používá filmový barevník, který má lízač nahrazen filmovým válcem. Ten mívá povrch se spirálovou drážkou. Druhá možnost je použít barevník s rastrovým válcem založené na technologii anicolor. Třetí možnost je použít injector systém. U něho je barva pomocí čerpadla vháněna do trysek a nanášena na první roztírací válec.

### Vlhčící zařízení
Převážně se používají turbovlhčící systémy, tryskové vlhčící zařízení (soustava trysek, které stříkají vlhčící roztok na distribuční válec). Existují také vlhčící zařízení s kartáčovými válci, které nastřikují vlhčící roztok přímo na distribuční válec vlhčícího systému. Vlhčící roztok by měl být mírně kyselý pH 5.

### Sušicí tunel
Toto zařízení není potřeba u novinových strojů. Bývá v podobě sušicího tunelu. V něm se ohřívá vzduch pomocí plynových hořáků. Papír tunelem prochází mezi tryskovými tyčemi, kterými na papír fouká horký vzduch (papír je na vzduchovém polštáři). Průměrná teplota bývá 130 °C. Po sušicím tunelu následuje silikonovací jednotka. Protože papír je po výstupu ze zařízení přesušený, je velice křehký, silikonovací jednotka na papír nanese tekutý silikon. Papír se tím zvlhčí. Po vlhčení se lépe skládá a silikon zároveň zabrání otěru barvy o válce. Po silikonavací jednotce se nachází chladicí zařízení. Je to soustava válců, které jsou duté, a je do nich vháněná studená voda. Papír se ochladí na původních 30 °C. 

### Dráha papíru
Potištěný papír, který vychází z tiskové věže, vchází na dráhu papíru, která se někdy nazývá obracecí či řezací částí stroje. Zde se pás papíru, který je prozatím ve stejné šíři jako role papíru, dle požadavků na finální produkt (počet stran, počet knih a jejich skladba ve výtisku) řeže, obrací či převádí na další dráhy. Na dráze papíru jsou také umístěny různé kontrolní a dignostické prvky tiskového stroje (skenery upravující soutisk CMYK, měření tahů drah papíru, čidla reagující na přetržení papíru). Tyto dráhy papíru jsou většinou umístěny nad tiskovými věžemi, jedná se tedy o nejvýše položenou část tiskového stroje (zhruba 10 metrů nad zemí). Již upravené pásy papíru poté vstupují do skládacího zařízení.

### Dokončovací agregát
Kotoučové stroje jsou vybaveny skládacími a dokončovacími jednotkami, které jsou konstruovány na míru podle typu zakázek. Pomocí těchto jednotek je možné pás skládat do složek, knihařit složky, nanášet lepidlo… Výstupem stroje jsou již hotové publikace.
Pás se rozřeže podélně na pásy užší a to kotoučovými noži. Jednotlivé pásy papíru je možné snášet i souběžně na sebe a knihařit najednou.
Papír se ke skládacímu zařízení vede pomocí soustavy vodících tyčí (umožňují změnit polohu pásu, obrátit jej). Papír se vede do nejdůležitější částí skládacího zařízení, skládací trojhran (trychtýř). Z trojhranu putuje papír složený podélným lomem mezi tahové válce, které lom zafixují. Složený pás putuje do skládacího válce, kde se pomocí jehlového a řezacího válce pás příčně nařeže a pak složí. Lom se provádí pomocí skládacího nože, který vmáčkne papír do klapky. Tím skládání může skončit a složený papír jde pomocí vykladače ze stroje. Pokud chceme ale více lomů, tak nám zaváděcí klapka po druhém lomu zavede papír dál. Tam pomocí skládacích nožů následují další lomy. Po posledním lomu papír opět putuje vykladačem na transportní systém, ze kterého jsou výtisky odebírány. Některé transportní systémy umožňují i vkládání příloh tištěných na jiném stroji.
Místo skládacího a dokončovacího aparátu může být jen nožový aparát na nařezání pásu na archy a následné stohování na paletu. Také může být na konci stroje dutinka s navíječem a pás papíru se opět navine. To se využívá nejčastěji na samolepicích fóliích a etiketách.
Vykladač jednotlivých složek může být do baličky, odkud balíky jedou po pásu. Také se publikace řetězy vedou do bubnů, kde probíhají vklady. Většinou je možné vložit jen dva až tři vklady najednou. 

### Velín
V dnešní době jsou všechny funkce a pochody rotačního stroje plně ovládány právě z velínu a zejména z bezpečnostních důvodů se tiskaři při samotném tisku na stroji nepohybují. Při tzv. předtiskové přípravě do rotačního stroje zavede tiskař papír a založí tiskové desky, což se pochopitelně děje před samotným spuštěním stroje k tisku. Při tzv. výjezdu stroje pak tiskaři pomocí ovládacích pultů provádějí zabarvování novin a kontrolují je pomocí digitálních nátisků či denzitometrů, což jsou přístroje na měření tloušťky barevného filmu na výtisku. Dále tiskaři provádějí korekce pasování, což je nastavení tiskových desek, respektive formových válců, do identické pozice (ve smyslu soutisku barev CMYK), aby bylo dosaženo dokonalého překrytí všech čtyř barevných separátů na sebe. V případě špatně nastaveného soutisku dochází k tzv. rozpasování, což se projeví vychýlení některé z barev z obrázku a celkovou nečitelností strany. Novinový rotační stroj však už ze své konstrukce a použitého papíru není schopen tak kvalitního soutisku a zabarvení jako např. stroje archové. Dále je z velínu možno ovládat celou řadu nastavení tiskového stroje (dopouštění tiskové barvy, nastavení formátu novin, nastavení středů tiskových stran, barevníkové zóny atd.)
Elektronická kalibrace umožňuje rychlejší a efektivnější nastavení stroje. Úpravy stroje (např. zóny barevníku) se projeví až po několika stech výtisků a počítačem se tyto makulatury sníží.

## Historie
- 1818 - Edward Cowper popsal princip rotačního tisku.
- 1845 - Američan Robert Hoe zkonstruoval první tiskařský kotoučový stroj.
- 1850 - Francouz Hippolyte Marinoni a Němec Jacob Worms postavili prototyp svého kotoučového stroje, ale zákon nařizující kolkování každého výtisku bránil zavedení kotoučového tisku.
- 1853 - The Times dostaly výjimku z tohoto zákona a jsou tak první noviny tištěné kotoučovým strojem.
- 1865 - Američan William Bullock postavil první tiskový kotoučový stroj, který tiskl na nekonečný pás papíru.
- 1872 - La Liberté, první francouzské noviny, tištěné na kotoučovém stroji.
- Kotoučové stroje vytvořené v 19. stol. byly sto vyrobit 10-12 tisíc 8 stránkových novin za hodinu a to znamenalo možnost a předpoklad pro vznik masového tisku.
- 1912 - německá firma VOMAG vyrábí první ofsetový kotoučový stroj
- od 1970 - ofsetové kotoučové a archové stroje vytlačují dřívější stroje knihtiskové.